# Plage de Portocelo
La plage de Portocelo est une plage galicienne située  dans la commune de Marín dans la province de Pontevedra, en Espagne. Elle a une longueur de 350 mètres et est située sur la ria de Pontevedra à 7 km de Pontevedra.

## Description
C'est une plage en forme rectiligne sur la ria de Pontevedra tout près de la ville de Marín. Elle est reliée à la plage de Mogor par une promenade qui traverse la forêt de pins et d'eucalyptus qui les sépare. Le sable y est blanc et fin et elle est à l'abri des vents, avec des eaux calmes propices à la pratique des sports nautiques : ski nautique, voile, jet ski, planche à voile et pédalo.   
Le drapeau bleu y flotte.  

## Accès
Depuis Pontevedra, on prend la route côtière PO-12 et PO-11 en direction de Marín. À Marín on prend la route PO-551 et à l'extrémité de la zone clôturée du terrain de l'école navale la petite route menant aux plages. 

## Galerie de photos

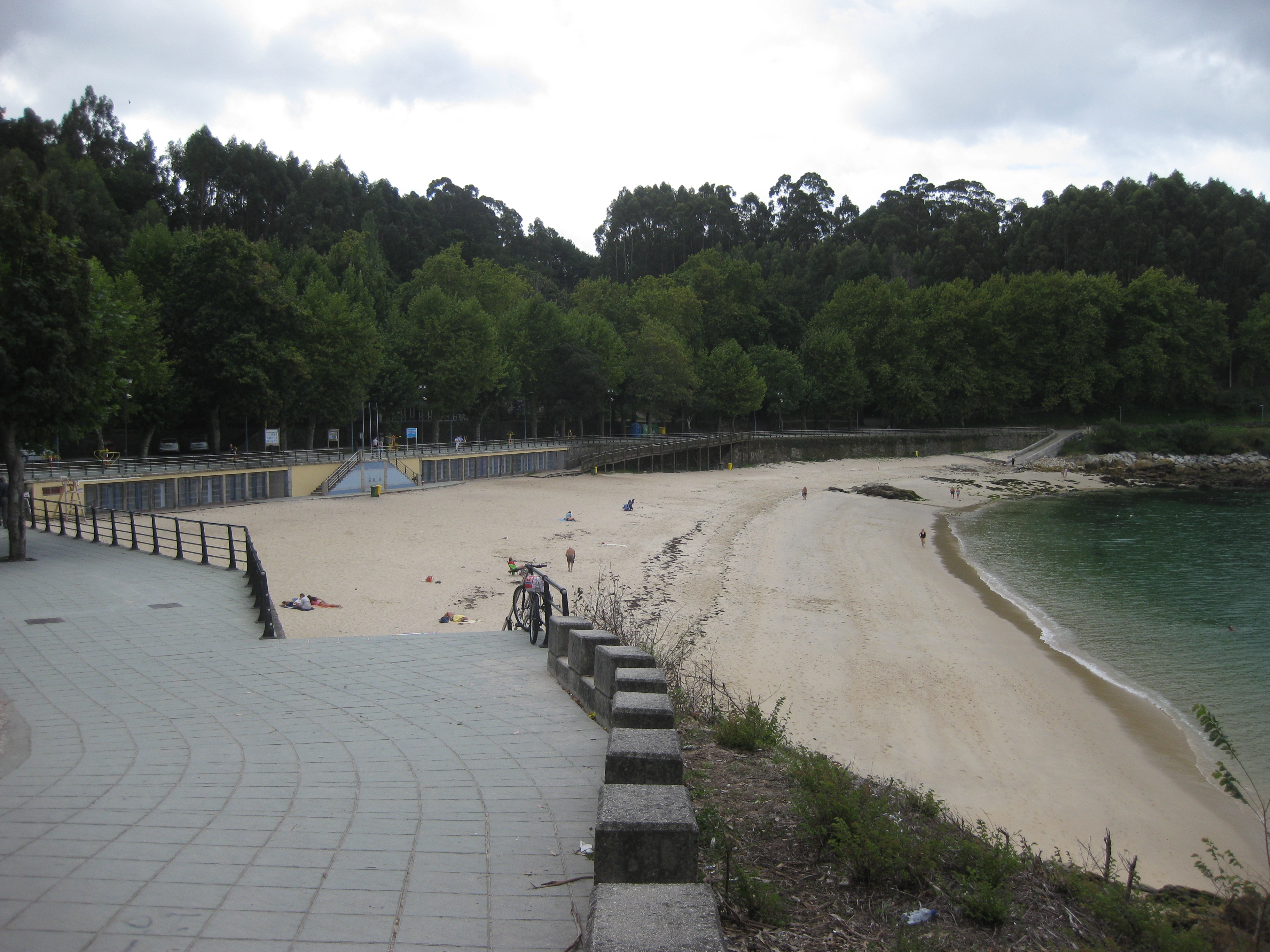
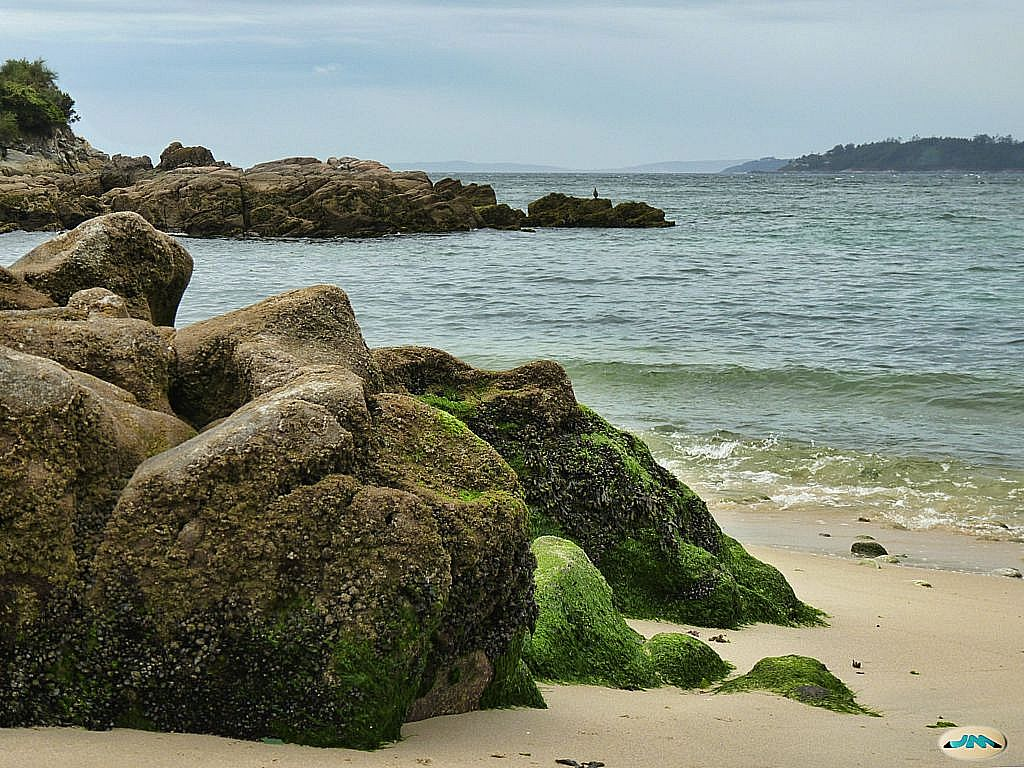
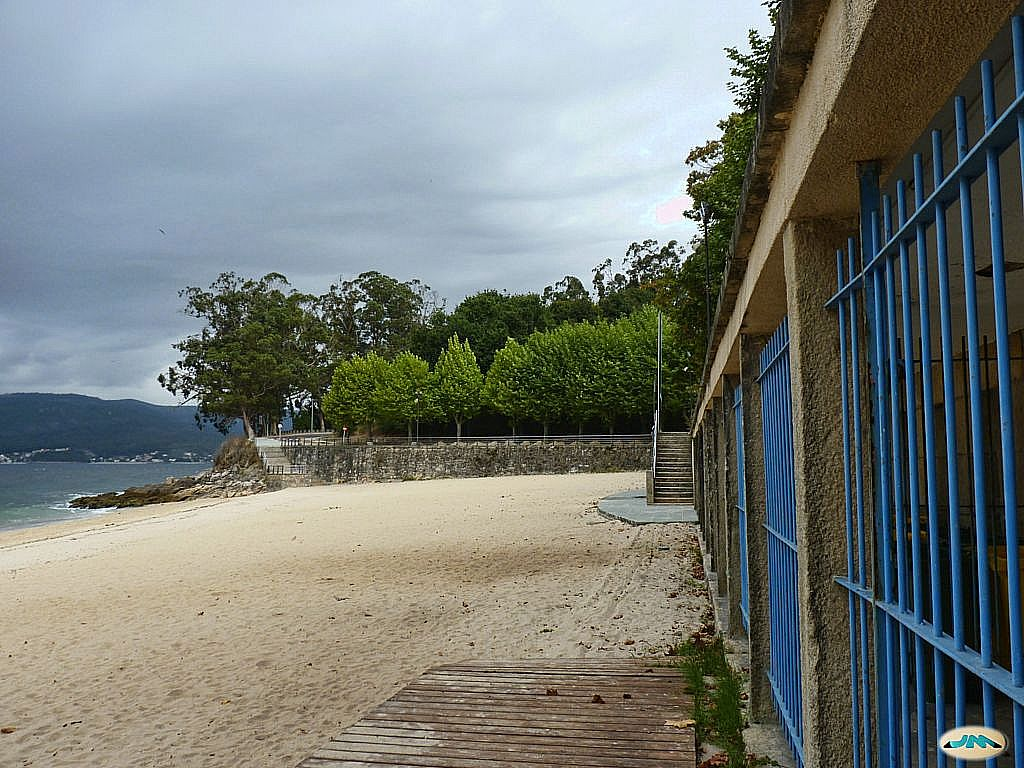
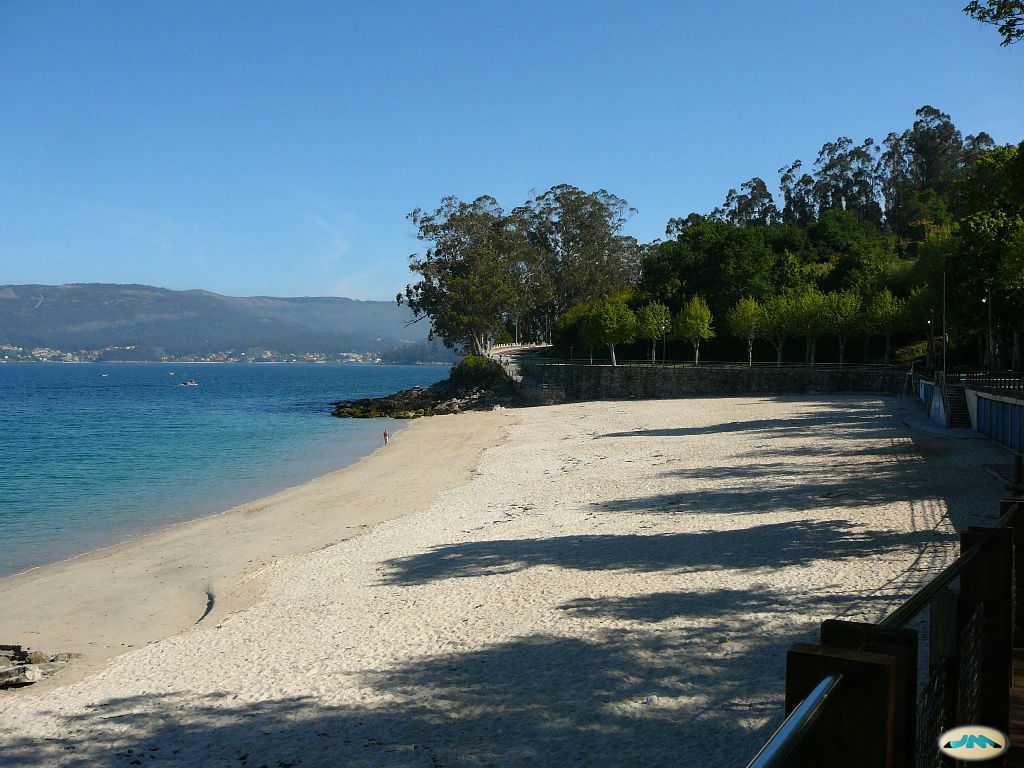
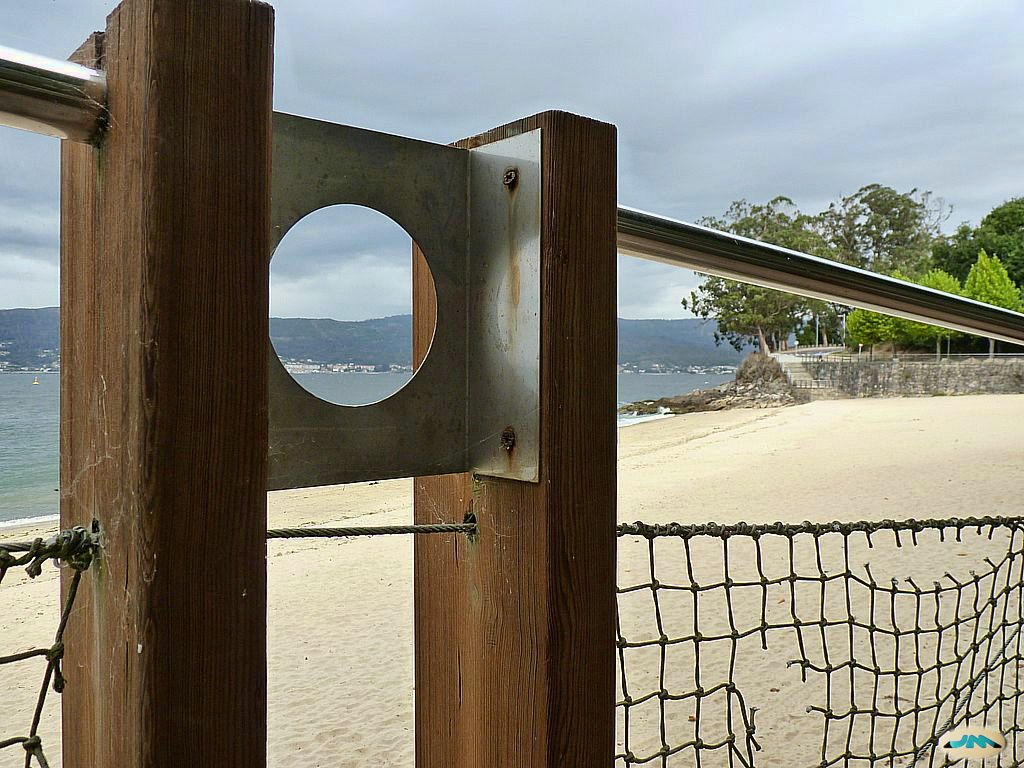
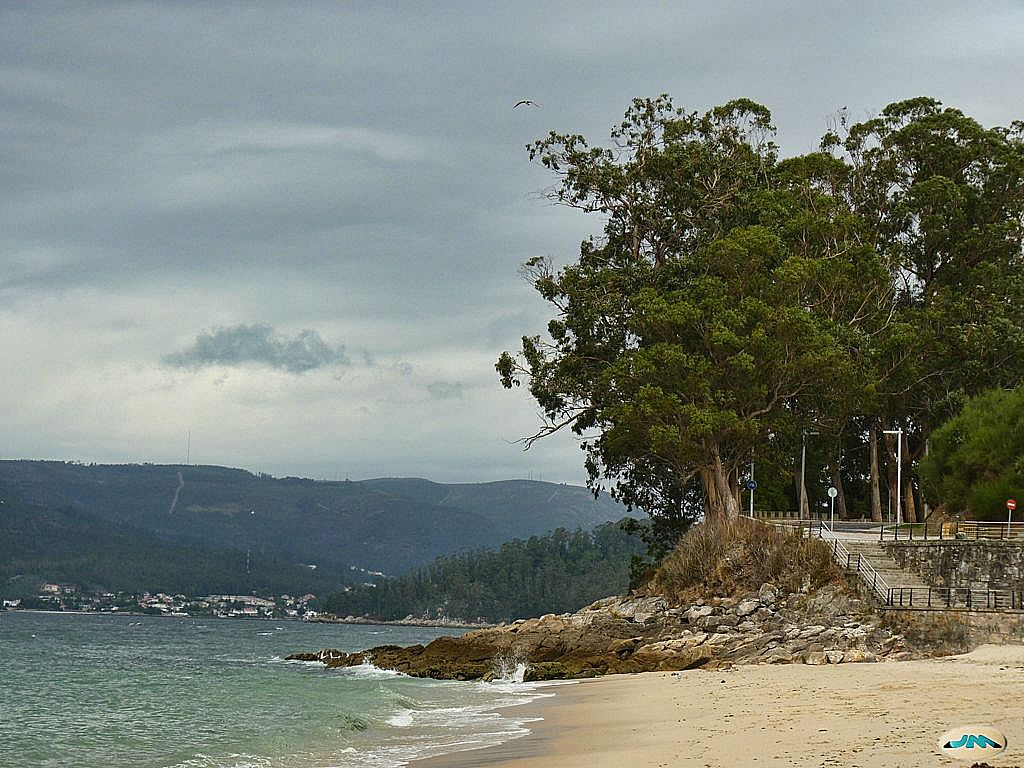
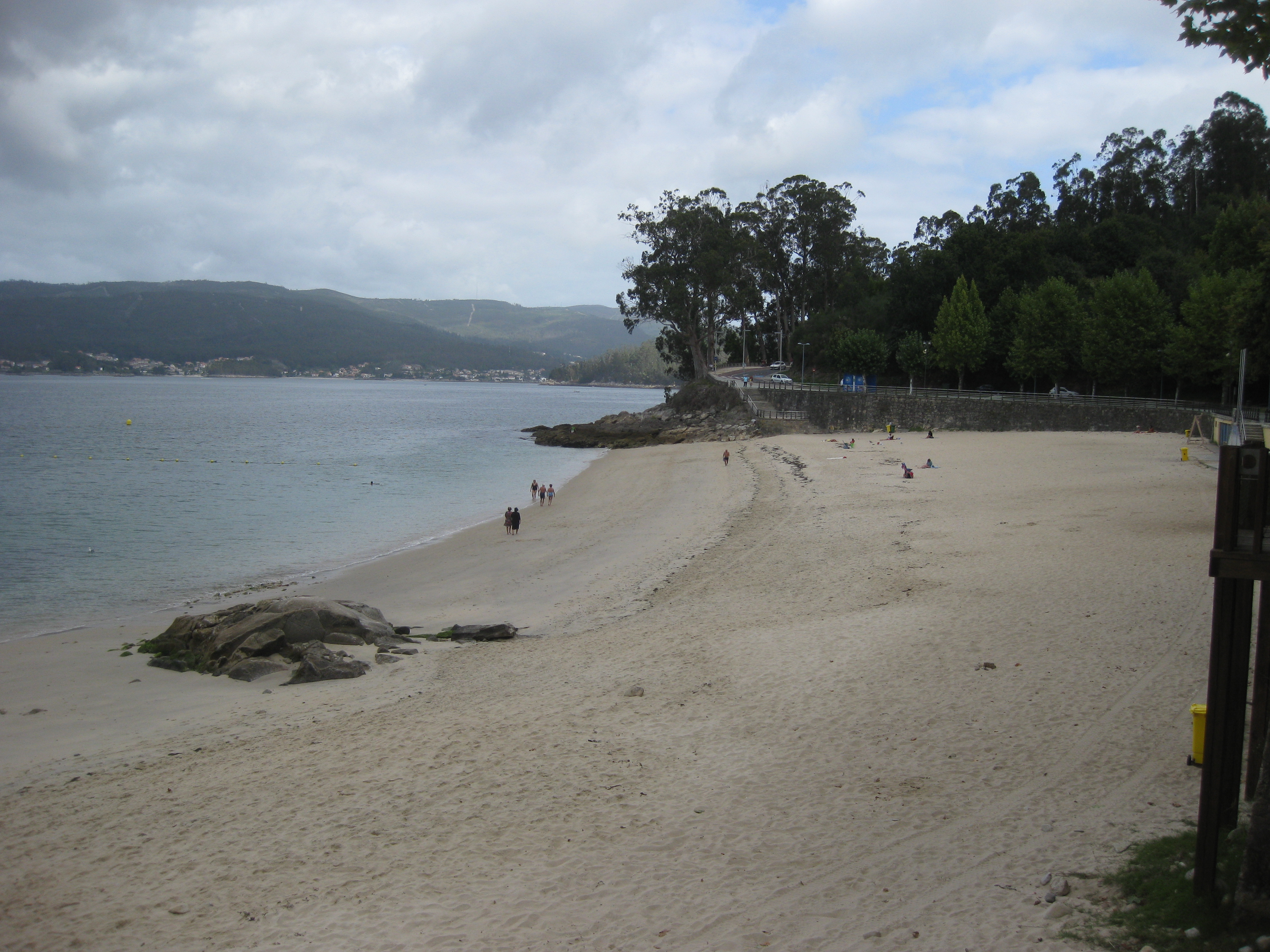
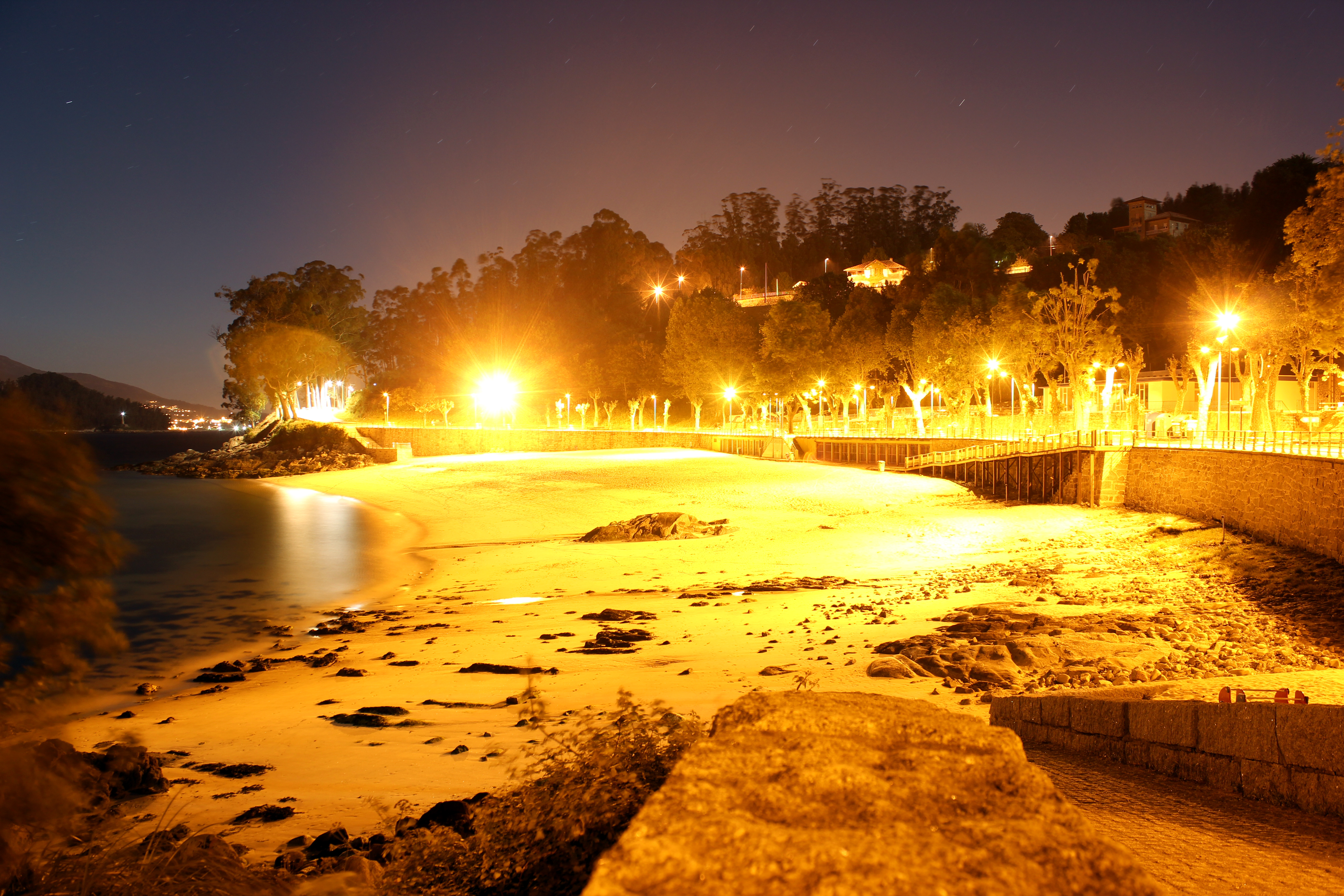
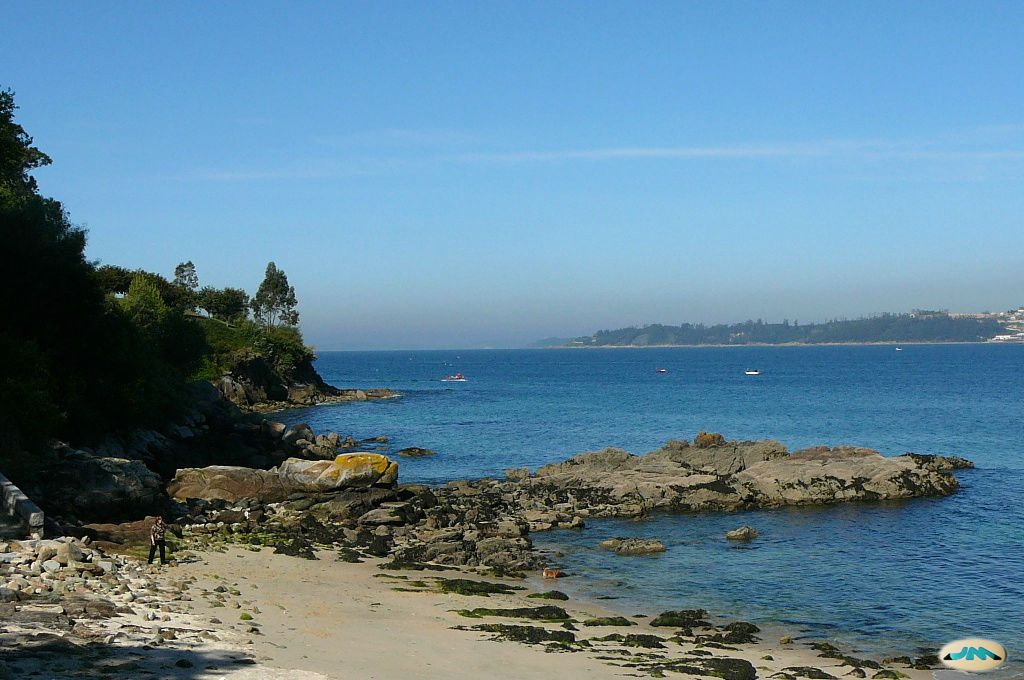

## Voir également

### Autres articles
- Marín
- Ria de Pontevedra
- Rias Baixas
- Plage de Mogor
- Plage du Lérez
- Plage de Aguete